# Krausweg
Der Krausweg in der Weimarer Parkvorstadt im Bereich der Großmutterleite oder Gartenstadtsiedlung wurde am 3. Januar 1934 nach dem berühmten Maler und Zeichner der Goethe-Zeit Georg Melchior Kraus benannt. Die Straße Großmutterleite wird auch von dem Krausweg gekreuzt. Er ist eine Anliegerstraße im Postleitzahlenbereich 99425. Er endet an der Webichtallee. Die Wohnbauten im Art déco sind die typischen wie im gesamten Bereich der Großmutter, reichen aber auch  in die NS-Zeit. Für das Haus Krausweg 10 und 12 gibt es im Stadtarchiv Weimar eine Aktenüberlieferung.
Im Krausweg wurde ein Grab der Aunjetitzer Kultur gefunden, also ein Grab aus der Frühbronzezeit. Im Jahre 1971 wurden dort 3 Gräber dieser Zeit erwähnt. Im Krausweg 4 war der Schriftsteller Paul Kettel ansässig. Dessen Großvater wiederum war der Verleger Carl Kettel.
Die gesamte Krausstraße steht auf der Liste der Kulturdenkmale in Weimar (Sachgesamtheiten und Ensembles).

## Varia
Der Krausweg war mehrfach erwähnt in einer 2021 erschienenen Kriminalgeschichte von Bernd Köstering.